# 柚月ひまわり
柚月 ひまわり（ゆずき ひまわり、1996年9月23日-)は、日本の元AV女優。

## 略歴・人物
2016年11月、アイデアポケット専属でAVデビュー。
2018年7月、アタッカーズに移籍（専属）
2018年10月14日に本人及びメーカー代表者Twitterにてセレブの友への移籍（専属）が発表された。
2019年、引退。

## 作品

### イメージビデオ
- Gemstone（12月19日、Shangri-La）

### アダルトビデオ
2016年
- FIRST IMPRESSION 107 男を夢中にさせる長身グラマラス美ボディお姉さんがエロスとフェロモン全開AVデビュー！（11月25日、アイデアポケット、監督：Ｘ）
- 男を骨抜きにするひまわりお姉さんと精子枯れ果てるまでハメまくる超絶4本番！ ＋唾だくだく顔射フェラ！＋絶頂玩具イカセ！（12月25日、アイデアポケット、監督：紋℃）

2017年
- キレイなお姉さんと交わすヨダレだらだらツバだくだく濃厚な接吻とセックス（2月1日、アイデアポケット、監督：宇佐美忠則）
- タイトスカート 女教師の淫らなお誘い（3月1日、アイデアポケット、監督：キョウセイ）
- 押しに弱過ぎるハイレグヤリマンレースクイーン（4月1日、アイデアポケット、監督：Ｘ）
- ボクとひまわりの甘くてエロいヤリまくり同居性活 全編アナタ目線！完全主観ヴァーチャル近親相姦（5月1日、アイデアポケット、監督：キョウセイ）
- 見つめ合って感じ合う情熱セックス（5月26日、アイデアポケット、監督：紋℃）
- 激ピストン！大絶頂！大潮噴き！最低100回はイカせて頂きたいですね。 （7月1日、アイデアポケット、監督：Ｘ）
- 究極のフェラチオマニアックス ネバスペたっぷり！お掃除フェラじっくり！いやらしお姉さんの超絶そそる淫語フェラチオ（8月1日、アイデアポケット、監督：赤井彗星）
- とってもキレイなお姉さんの優しい優しい淫語と幸せな気持ちになる包み込むようなリードセックス 素人さんのお宅に訪問編（9月13日、アイデアポケット、監督：TAKE-D）
- 究極の尻フェチマニアックス 極尻痴女教師version（10月7日、アイデアポケット、監督：真咲南朋）
- エロ痴女ナースは口内射精がお好き 妖艶な笑みで惑わし弄び過激で凄絶な淫交テク炸裂！（11月1日、アイデアポケット、監督：キョウセイ）
- サークル飲み会NTR 彼女がマ○コも顔面も汚されていた…衝撃虚糞ぶっかけNTRの一部始終（12月1日、アイデアポケット、監督：ザック荒井）

2018年
- 炸裂！！巨尻圧迫で男を責め犯す！ 極上尻圧迫痴女（1月1日、アイデアポケット、監督：紋℃）
- 媚薬漬け快楽拷問にマゾ墜ちした気高き女スパイ（2月7日、アイデアポケット、監督：赤井彗星）
- SUNSHINE 柚月ひまわりFIRST BEST（3月1日、アイデアポケット）個人総集編
- ドクッドクッどぷっどぷっ生ハメ初中出し（4月1日、アイデアポケット、監督：麒麟 ）
- わいせつ美人女教師放課後W痴女ハーレム（4月7日、アイデアポケット、監督：苺原）
- LOVE SEMEN 臭くて熱いドロドロぬるぬるザーメン ひまの顔にもっともっとぶっかけてぇ 大量ぶっかけ解禁！！ （5月19日、アイデアポケット、監督：豆沢豆太郎）
- ひわいなケツ穴を見せつけてくる ド迫力ドデカ尻回春オイルエステ（6月19日、アイデアポケット、監督：ドラゴン西川）
- 僕は今日、彼女をレイプする。 憧れの社長秘書（7月7日、アタッカーズ、監督：長谷川九仁広）
- 特殊警護課の女2 犯されたボディーガード（8月7日、アタッカーズ、監督：前田文豪）
- 女教師 姦禁教室（9月7日、アタッカーズ、監督：一磨）
- 新奴隷捜査官5（10月5日、アタッカーズ、監督：犀秀幸）
- 感じすぎていっぱいおもらしごめんなさい…18 柚月ひまわり（12月26日、セレブの友、監督：柊炎舞）

2019年
- レズ解禁作品 専属女優・柚月ひまわり×レズ先生・波多野結衣 はじめての同性愛セックス（1月13日、セレブの友、監督：@なおみ）
- 夫が出張に出たその日から豹変した義息子…強制中出し近親相姦×性欲処理のセックス調教された義母…（1月25日、セレブの友、監督：柊炎舞）
- アナル丸見え美巨尻SEX4（2月13日、セレブの友、監督：柊炎舞）
- 柚月ひまわりがアナタだけをずっと見つめながら絶品の乳首舐め奉仕と凄テク口淫フェラでフル勃起させてガニ股騎乗位でクイ打ちピストンする（2月25日、セレブの友）
- 柚月ひまわりがごめんなさいと言うまでイカせ続けた件（3月13日、セレブの友）
- 言いなり洗脳奴隷妻（3月25日、セレブの友）
- 柚月ひまわり21時間43分ベスト（8月25日、セレブの友）

### VR作品
2016年
- ひまわりとキスしょ！（配信開始日：2016/12/25、ブイワンVR、16分）
- ひまわり先生の放課後見せつけ立ちオナニー（配信開始日：2016/12/25、ブイワンVR、19分）
- ひまわり先生の誘惑「私で興奮して」（配信開始日：2016/12/25、ブイワンVR、16分）
- ひまわりのヌルヌル見せつけローションプレイ（配信開始日：2016/12/25、ブイワンVR、16分）
- ひまわりと秘密の放課後（配信開始日：2016/12/25、ブイワンVR、14分）
- ひまわりの寸止めフェラ（配信開始日：2016/12/25、ブイワンVR、19分）
- 図書室でしようよ見つめ合うSEX（配信開始日：2016/12/25、ブイワンVR、15分）

2017年
- ひまわりと保健室でSEXしょ（配信開始日：2017/1/21、ブイワンVR、15分）
- 先生をイカセまくる！（配信開始日：2017/2/2、ブイワンVR、15分）
- 放課後のフェラ 皆には秘密だからね（配信開始日：2017/2/10、ブイワンVR、14分）
- 長尺115分 柚月ひまわり BEST（配信開始日：2017/12/09、ブイワンVR、114分、総集編）